# Most – The Bridge
Most – The Bridge ist ein österreichischer Kurzfilm, dessen Inhalt auf einer wahren Begebenheit aus dem Bosnienkrieg 1992 basiert.

## Handlung
Der Film handelt von einer der ethnischen Säuberungsaktionen während des Bosnienkrieges. In dieser Verfilmung werden junge Zivilisten, vermeintlich potentielle Soldaten, von den serbischen Soldaten aus dem Dorf zur Brücke getrieben. Einer der Vermissten war der 17-jährige Onkel des Autors und Regisseurs, Haris Bilajbegovic. Der Kurzfilm wurde am Originalschauplatz, in der Umgebung von Sanski Most, gedreht.

## Sonstiges
Viele der Darsteller waren Zeitzeugen dieses Ereignisses. So mussten auch die Großeltern von Bilajbegović gezwungenermaßen ihren jüngsten Sohn auf der Brücke zurücklassen. Die Hauptrolle übernahm der Großvater des Autors und Regisseurs.
Aufgrund der fehlenden finanziellen Möglichkeiten wurde aus dem geplanten Spielfilm ein Kurzfilm. Mit der großen Unterstützung seitens der Familie und den vor Ort ansässigen Menschen, wurde der Film im Sommer 2006 innerhalb von einer Woche realisiert. Die Wiener Filmfirma illuminati film unterstützte Bilajbegović bei der Filmproduktion.
Der Film lief bei über 60 nationalen und internationalen Filmfestivals und gewann über 20 Auszeichnungen. Des Weiteren wurde der Kurzfilm ins Filmarchiv Austria aufgenommen und archiviert. Ein weiterer Film von Bilajbegović ist Svjedok – Der Zeuge.
Ein großes Anliegen des Autors und Regisseurs Bilajbegović ist es, ein Denkmal für alle bekannten und unbekannten Kriegsopfer und ihre Angehörigen zu setzen.

## Ausgewählte Auszeichnungen
- Leicester Int. Short Film Festival (UK) – Best Direction, 2008
- Illinois Film Festival (US) – Best Documentary Short, 2008
- Festival der Nationen (AUT) – Ebenseer Bär in Gold, 2008[5]
- Int. AFIA Film Festival (DK) – Best Short Documentary, 2008
- Międzynarodowy Festiwal Filmów Nieprofesjonalnych (PL) – 2. Preis, 2008
- Familiade (AUT) – 1. Prize, 2007
- Grand OFF European Film Awards (PL) – Best Documentary Film, 2007
- Tirana International Film Festival (AL) – Best Documentary Film, 2007
- TOTI, Mednarodni Festival (SI) – 3. Preis, 2007
- Victoria Film Festival (AU) – Best Documentary Film, 2007
- Goldener Delfin Festival (AUT) – Goldener Delfin, 2007[5]
- Small Town Film Festival (CA) – Best Director Award, 2007
- Int. Film Festival Tallinn (EE) – 1. Preis, 2007
- Marbella Film Festival (ES) – 3. Preis, 2007[6]
- The Int. Festival Of Muslim Cinema (RU) – Nomination, 2007
- World Festival Of Film Authors (SK) – Silbermedaille und Sonderpreis Jury Award, 2007[7]
- Filmfestival Goldene Diana (AUT) – Goldene Diana, 2007[5]
- Internationale Filmfestspiele von Cannes – Short Film Corner (F) – Selected, 2007[8]
- Österr. Staatsmeisterschaft der Filmautoren (AUT) – Goldmedaille und Sonderpreis für bemerkenswerte Regie, 2007[9]
- The End of the Pier International Film Festival (UK) – The Miracle Screenings Award for the Best European Entry, 2007[10]
- Landesmeisterschaft, Kärnten (AUT) – Landesmeister und Sonderpreis für bemerkenswerte Regie, 2007[11]